# Das Harvester-Desaster
Das Harvester-Desaster (Originaltitel: Armageddon Game) ist die 13 Folge der zweiten Staffel der US-amerikanischen Science-Fiction-Fernsehserie Star Trek: Deep Space Nine. Sie wurde in den Vereinigten Staaten über Syndication vermarktet und erstmals am 30. Januar 1994 auf verschiedenen Fernsehsendern ausgestrahlt. In Deutschland war sie zum ersten Mal am 14. September 1994 in einer synchronisierten Fassung auf Sat.1 zu sehen.

## Handlung
Im Jahr 2370 fliegen Miles O’Brien und Julian Bashir, der Chefingenieur und der Arzt der Raumstation Deep Space Nine, mit dem Runabout USS Ganges nach T’Lani III. Auf einem im Orbit befindlichen Kreuzer helfen sie den T’Lani dabei, die sogenannten Harvester unschädlich zu machen. Dies sind schreckliche Biowaffen, die in einem blutigen Krieg gegen die Kelleruner eingesetzt wurden. Beide Völker haben inzwischen Frieden geschlossen und wollen ihre Vorräte an Harvestern vollständig vernichten, damit diese Waffen nie wieder eingesetzt werden können. Nach einigem Ausprobieren entwickelt Dr. Bashir eine Methode, um die Harvester durch Bestrahlung zu neutralisieren. Auch sämtliche Aufzeichnungen über die Harvester sollen gelöscht werden; hierum kümmert sich O’Brien. Mit Bashirs Methode wird die Vernichtung der kompletten Harvester-Bestände in Angriff genommen. Kurz bevor diese abgeschlossen ist, melden er und O’Brien, dass sie in zwei Tagen nach Deep Space Nine zurückkehren werden. Zuvor soll ihnen zu Ehren noch ein Fest auf dem Planeten T’Lani Prime veranstaltet werden. Als sie wenig später jedoch die letzten Harvester-Einheiten für die Bestrahlung vorbereiten, wird das Labor plötzlich von Soldaten der Kelleruner gestürmt. Sie erschießen die anwesenden T’Lani-Wissenschaftler; O’Brien und Bashir gelingt es aber, zwei Soldaten zu entwaffnen und die Angreifer zu neutralisieren. Bei dem Schusswechsel wird auch ein Behälter mit Harvester getroffen und O’Brien bekommt unbemerkt eine kleine Menge austretender Flüssigkeit ab. Er und Bashir wollen sofort zur Ganges zurückkehren, doch der Kontakt wird gestört. Um sich vor weiteren Angreifern zu verstecken, beamen die beiden daher auf die Oberfläche von T’Lani III.
Sharat und E’Tyshra, die Botschafter der Kelleruner und der T’Lani reisen nach Deep Space Nine und teilen Commander Sisko mit, dass seine Leute bei einem schrecklichen Unfall ums Leben gekommen sind. Sie zeigen ihm eine Videoaufzeichnung, aus der hervorgeht, dass O’Brien versehentlich einen versteckten Sicherheitsmechanismus aktiviert hat, durch den das Labor intensiver Strahlung ausgesetzt wurde, die alle Anwesenden augenblicklich tötete.
Auf T’Lani III verstecken Bashir und O’Brien sich in einem Bunker. Dort finden sie ein altes Kommunikationssystem und O’Brien macht sich daran, es zu reparieren. Obwohl es sehr warm ist, beginnt er zu frieren. Bashir untersucht ihn und stellt fest, dass er sich mit Harvestern infiziert hat. O’Briens Gesundheit verschlechtert sich rapide. Als seine Sehkraft nachlässt, assistiert Bashir ihm bei den Reparaturarbeiten so gut er kann. Schließlich scheinen alle Schäden behoben, doch das Kommunikationssystem funktioniert trotzdem nicht. O’Brien will es sich noch einmal ansehen, ist aber mittlerweile zu schwach zum Laufen.
Auf Deep Space Nine überbringt Sisko O’Briens Frau Keiko die Nachricht vom Tod ihres Mannes. Die anderen Führungsoffiziere sind schockiert vom Tod ihrer Kollegen, akzeptieren aber zunächst die Darstellung der Kelleruner und T’Lani. Lediglich Keiko O’Brien ist skeptisch. Sie sieht sich immer wieder die Videoaufzeichnung an und findet eine Merkwürdigkeit: Die Aufnahme wurde am späten Nachmittag aufgenommen und O’Brien ist darauf zu sehen, wie er eine Tasse Kaffee trinkt. Keiko O’Brien teilt Sisko daraufhin mit, dass sie die Aufnahme für eine Fälschung hält, denn ihr Mann würde nachmittags nie Kaffee trinken, da er sonst Nachts nicht schlafen könnte. Sisko hält dies für ein sehr schwaches Indiz, doch er beschließt, einen Tag früher als geplant mit Wissenschaftsoffizierin Jadzia Dax im Runabout USS Rio Grande aufzubrechen, um die Ganges abzuholen und bei dieser Gelegenheit vor Ort eigene Untersuchungen anzustellen.
Als sie im Orbit um T’Lani III eintreffen, sieht sich Sisko im Labor des Kreuzers um und spricht mit E’Tyshra. Sie sieht keinen Grund, warum die Videoaufzeichnung gefälscht sein sollte. Sisko begibt sich nun an Bord der Ganges, wo Dax entdeckt, dass eine Transporteranfrage aus dem System gelöscht wurde, die drei Minuten nach dem vermeintlichen Unfall erfolgte. Damit ist für Sisko klar, dass die Videoaufzeichnung gefälscht ist und das Bashir und O’Brien möglicherweise noch am Leben sind.
Bashir gelingt es, die Kommunikationseinheit doch noch zum Laufen zu bringen. Er setzt ein Notsignal ab und einige Zeit später kommt E’Tyshra mit einigen Soldaten in den Bunker. Bashir will ihr erklären, dass die Kelleruner sie angegriffen und damit den Friedensvertrag gebrochen haben. Als plötzlich auch Sharat eintritt, muss Bashir allerdings erkennen, dass die T’Lani selbst Teil des Komplotts sind. Um absolut sicherzugehen, dass die Harvester nie wieder eingesetzt werden, haben sie und die Kelleruner sich darauf geeinigt, nicht nur die Waffen und alle Aufzeichnungen zu vernichten, sondern auch alle Personen zu töten, die Wissen über die Harvester besitzen. Dies schließt auch O’Brien und Bashir ein. Sharat und E’Tyshra wollen die beiden daher exekutieren. Mit letzter Kraft erhebt sich O’Brien, denn er will aufrecht sterben. Inzwischen haben auch Sisko und Dax das Notsignal empfangen und kurz bevor die Soldaten feuern, beamen sie Bashir und O’Brien auf ihr Runabout.
Sharat und E’Tyshra begeben sich auf den Kreuzer. Sie stören die Kommunikation, sodass Sisko keine Hilfe anfordern kann. Dann nehmen sie die Ganges ins Visier und fordern die Auslieferung von Bashir und O’Brien. Als Sisko sich weigert, zerstören sie die Ganges. Nun wollen sie sich um die vermeintlich unbemannte Rio Grande kümmern, doch die ist verschwunden. Sie müssen erkennen, dass Sisko und seine Leute sich offenbar in Wirklichkeit auf der Rio Grande befunden und mit dieser die Flucht ergriffen haben, während die Ganges lediglich ferngesteuert wurde.
Zurück auf Deep Space Nine erhält O’Brien die nötige medizinische Versorgung, um sich vollständig zu erholen. Seine Frau ist überglücklich, ihn wiederzusehen, aber auch etwas irritiert, als er einen nachmittäglichen Kaffee verlangt.

## Verbindungen zu anderen Star-Trek-Produktionen
Der englische Originaltitel Armageddon Game wurde von Robert Hewitt Wolfe als Hommage an die Folge Krieg der Computer (englisch: A Taste of Armageddon) der Originalserie Raumschiff Enterprise gewählt. Auch in dieser Folge geht es um zwei Völker, die einen langen Krieg gegeneinander führen, dort allerdings mit Computern und nicht mit Biowaffen.
Die Kelleruner hatten hier ihren ersten und für lange Zeit einzigen Auftritt im Star-Trek-Franchise. 2024 wurde die Spezies in der vierten Staffel von Star Trek: Discovery wieder aufgegriffen. Dort ist der Kelleruner Captain Rayner (gespielt von Callum Keith Rennie) eine der Hauptfiguren.

## Produktion

### Drehbuch
Im ursprünglichen Drehbuchentwurf von Morgan Grendel hätte anstelle von O’Brien Jadzia Dax Bashir begleiten sollen. Weiterhin hätte es ursprünglich die Föderation sein sollen, die die Zerstörung der Biowaffen verlangt. Daraufhin hätten die Außerirdischen ihre Waffentechnologie in O’Briens DNA codiert. Um sie dauerhaft zu zerstören, hätte O’Brien umgebracht werden müssen. Michael Piller verlangte eine starke Überarbeitung dieses Entwurfs. Er setzte die Änderungen durch, dass die Außerirdischen O’Brien und Bashir töten wollten, dass O’Brien sich nur versehentlich infiziert und dass die beiden vor den Außerirdischen fliehen müssen. Piller wollte die Folge als klassische Verfolgungsjagd inszenieren, doch letztlich reichte das Budget nicht aus und die Verfolgungsjagd musste auf ein Set beschränkt werden.

### Darsteller
Die Hauptfigur Jake Sisko (Cirroc Lofton) hat in dieser Folge keinen Auftritt.
Larry Cedar, Darsteller von Dr. Nydrom, spielte auch den Kazon Tersa in Folge 2.14 (Allianzen) von Star Trek: Raumschiff Voyager und Tessic in Folge 2.06 (Marodeure) von Star Trek: Enterprise.

### Modelle
Für den T’Lani-Kreuzer wurde das stark modifizierte Modell des talarianischen Aufklärungsschiffs aus Folge 4.04 (Endars Sohn) von Raumschiff Enterprise – Das nächste Jahrhundert wiederverwendet.

## Rezeption
Die Folge wurde 1994 für einen Primetime Emmy Award in der Kategorie „Beste Frisur für eine Serie“ nominiert.
Keith DeCandido bewertete Das Harvester-Desaster 2013 auf tor.com als eine leicht überdurchschnittliche Folge von Star Trek: Deep Space Nine. Er fand, dass sie die Freundschaft zwischen O’Brien und Bashir enorm voranbringt und dass Colm Meaney und Sidig El Fadil ihre Rollen hier voll ausleben können. Die Reaktionen der Besatzungsmitglieder auf den vermeintlichen Tod von O’Brien und Bashir fand DeCandido ein wenig oberflächlich und vorhersehbar inszeniert. Unglaubwürdig fand er das Verhalten der T’Lani und Kelleruner am Ende der Folge, als sie Sisko und Dax beschießen und dabei offenbar keinen Gedanken daran verschwenden, dass die Zerstörung eines Föderationsraumschiffs ernsthafte Konsequenzen nach sich ziehen könnte.